# Batalla de Cutanda
La batalla de Cutanda de 1120 significà la consolidació del domini d'Alfons I d'Aragó sobre Saraqusta.

## Antecedents
La conquesta de Tulàytula per Alfons VI de Castella en 1085 va comportar la incorporació d'extenses zones de terreny a la Corona de Castella i va fer que Muhàmmad ibn Abbad al-Mútamid l'emir d'Ixbíliya sol·licités l'ajut militar de Yússuf ibn Taixfín, l'emir almoràvit que ja s'havia apoderat de tot el Marroc. Després de creuar l'estret de Gibraltar, els almoràvits van derrotar Alfons VI de Castella el 1086 a la batalla de Sagrajas i van convertir-se en els amos i senyors del sud de la península Ibèrica. La conquesta de Balansiya de Rodrigo Díaz de Vivar va suposar un impediment a la seva expansió al nord, però el 1102, uns anys després de la mort del Cid, Balansiya va tornar al domini islàmic, encara en vida de Yússuf ibn Taixfín, i Sahla va caure dos anys més tard.
Únicament l'Emirat de Saraqusta quedava lliure del domini almoràvit, i Àhmad ibn Yússuf al-Mustaín va signar un pacte de submissió, en virtut del qual els nous senyors africans permetrien la independència del seu regne mentre ell visqués. La derrota a Valtierra va precipitar la conquesta de l'emirat de Saraqusta per les tropes almoràvits d'Alí ibn Yússuf, que entraven a la ciutat el 29 de juny del 1110 mentre Abd-al-Màlik ibn Àhmad Imad-ad-Dawla es va retirar a la seva fortalesa de Rueda de Jalón i va establir l'Emirat de Rueda de Jalón on, convertit en vassall d'Alfons I, encara va exercir una mena de poder per un espai de vint anys. Els almoràvits van nomenar governador a Muhàmmad ibn al-Hajj i més tard a Abu Bakr Ibn Ibrahim al-Sahrawi.
El 1118 el concili celebrat a Tolosa (França) va oferir els beneficis de croada als que acudissin a l'ajut del regne d'Aragó en la conquesta de la ciutat de Saraqusta i nombrosos senyors francs i de Bearn es van concentrar al castell d'Ayerbe per conquerir posteriorment Almudévar, Gurrea de Gállego i Zuera. Saraqusta fou presa el 18 de desembre de 1118 i es convertir en la capital del Regne d'Aragó; la resistència musulmana a la vall de l'Ebre es va ensorrar i els navarroaragonesos varen prendre Tudela i Tarassona el 1119.
Alí ibn Yússuf, que fins a la caiguda de Saragossa no havia donat gaire importància als atacs d'Alfons, va encomanar a Ibrahim ibn Yússuf, el valí d'Isbiliya conegut com a Ibn Tayast, que dediqués l'hivern de 1119 a 1120 a preparar una expedició que recuperés el terreny aragonès.

## Batalla
Arribada la primavera de 1120, Ibrahim ibn Yússuf es va posar en marxa amb els contingents de Granada comandats per Abu-Mulammad ibn Tinagmar al-Lamtuní, Madina Mursiyya amb Abu-Yakub Yintán ibn Alí, Làrida amb Ibn Zarada i de l'Emirat de Molina amb Azzun ibn Galbún, seguint el camí de Terol.
Alfons I d'Aragó que amb l'ajut de Guillem IX d'Aquitània i els seus sis-cents homes i Abd-al-Màlik ibn Àhmad Imad-ad-Dawla es trobava assetjant Qàlat al-Ayyub, hagué de sortir a la trobada de l'exèrcit almoràvit que fou derrotat a causa de la superioritat numèrica a Cutanda, a l'actual municipi de Calamocha quan tractava de parar l'avanç cristià, provocant nombroses baixes als musulmans.

## Conseqüències
Després de la batalla, els aragonesos van prendre Qalat al-Ayyub i Qalat Darwaca el 1120